# Crypte archéologique de Dax
Pour les articles homonymes, voir Crypte archéologique.
La crypte archéologique de Dax appartenait à une basilique civile, lieu public de réunion où de nombreuses activités de la vie civique se déroulaient ; on y rendait notamment la justice.

## Présentation
Les fondations d'un monument antique datant des premiers siècles de notre ère ont été mises au jour en 1978 dans le secteur de l'Ilot central, lors de la construction de logements. À l'issue des fouilles archéologiques, une crypte archéologique a été aménagée sous le bâtiment pour conserver ces témoignages de la ville antique.
Longtemps considérés comme les fondations d'un temple, ces vestiges sont désormais interprétés par les archéologues comme appartenant à une basilique civile, lieu public de réunion où de nombreuses activités de la vie civique se déroulaient ; on y rendait notamment la justice. Peu de basiliques sont connues dans le monde romain à ce jour.
Les pièces archéologiques les plus importantes du musée sont présentées dans la crypte.
Le temple gallo-romain est inscrit au titre des monuments historiques par arrêté du 29 mai 1980.